# Caltha
Caltha es un pequeño género de plantas de la familia Ranunculaceae, nativas de regiones templadas de los hemisferios norte y meridional.

## Descripción
Son herbáceas, vivaces o perennifolias, glabras. Hojas simples, estipuladas, acorazonadas. Flores actinomorfas, en cimas corimbosas paucifloras. Miden de 15 a 80 cm de altura que crecen en tierras pantanosas o encharcadas.Perianto con una sola envoltura de 5 piezas (sépalos) petaloideas, doradas. Estambres numerosos, más cortos que los sépalos. Gineceo con 4-15 carpelos verticilados y soldados en su mitad inferior. Fruto en plurifolículo, glabro.

## Taxonomía
El género fue descrito por Carlos Linneo y publicado en Species Plantarum 1: 558. 1753.
Etimología
Caltha: nombre genérico que deriva de una corrupción de la palabra griega: Kalathos o Kalazos = "cesta", "copa", el recipiente en general que indica la forma de la flor que le otorgan sus pétalos curvados.

## Especies
- Caltha alba Jacq.
- Caltha appendiculata Pers.
- Caltha arvensis Moench
- Caltha dionaeifolia Hook.
- Caltha introloba
- Caltha leptosepala
- Caltha novae-zelandiae
- Caltha obtusa
- Caltha palustris
- Caltha sagittata
- Caltha scaposa